# Anisotominae
Anisotominae es una subtribu de plantas perteneciente a la familia Apocynaceae (orden Gentianales).  El género tipo es: Anisotoma. Esta subtribu tiene los siguientes géneros.

## Géneros
- Anisotoma Fenzl
- Emplectanthus N. E. Br.
- Neoschumannia Schltr.
- Riocreuxia Decne.
- Sisyranthus E. Mey.
- Swynnertonia S. Moore = Neoschumannia Schltr.